# Astrowirusy
Astrowirusy (łac. Astroviridae, z łac. astrum - gwiazda) – rodzina wirusów, charakteryzujących się następującymi cechami:
- Symetria: ikosaedralna, charakterystyczny jest kształt wirionów, zbliżony do gwiazdki
- Otoczka lipidowa: brak
- Kwas nukleinowy: ssRNA(+), 6,8 - 7,9 tys. par zasad
- Replikacja: prawdopodobnie zachodzi w cytoplazmie zakażonej komórki, możliwe jednak, że pewne jej stadia zachodzą w jądrze komórkowym
- Wielkość: ok. 28 nm średnicy
- Gospodarz: kręgowce
- Cechy dodatkowe: prawdopodobnie bardzo szeroko rozpowszechnione w populacji ludzkiej, ale rzadko wywołują choroby

W obrębie tej rodziny wyróżnia się jeden rodzaj:
- Rodzina: Astroviridae (Astrowirusy)
  - Rodzaj: Astrovirus
    - Human astrovirus (HastV), zwyczajowo ludzki astrowirus

Astrowirusy ludzkie występują w postaci kilku serotypów i wywołują głównie trwające 2-3 dni choroby biegunkowe, przypominające łagodne choroby rotawirusowe.